# Arkadi Vorobiov
Arkady Vorobyov (en rus: Аркадий Воробьёв) (Mordovo, Unió Soviètica 1924) és un aixecador soviètic, ja retirat, guanyador de tres medalles olímpiques.

## Biografia
Va néixer el 8 d'octubre de 1924 a la ciutat de Mordovo, població situada a l'óblast de Tambov, que en aquells moments formava part de la República Socialista Federada Soviètica de Rússia (Unió Soviètica) i que avui en dia forma part de Rússia.

## Carrera esportiva
Va participar, als 27 anys, en els Jocs Olímpics d'Estiu de 1952 realitzats a Hèlsinki (Finlàndia), on va aconseguir guanyar la medalla de bronze en la prova masculina de pes pesant lleuger (-82.5 kg.). En els Jocs Olímpics d'Estiu de 1956 realitzats a Melbourne (Austràlia) va aconseguir guanyar la medalla d'or en la prova de pes semipesant (-90 kg.), un metall que aconseguí revalidar en els Jocs Olímpics d'Estiu de 1960 realitzats a Roma (Itàlia).
Al llarg de la seva carrera ha guanyat vuit medalles en el Campionat del Món d'halterofília, entre elles cinc d'or, i vuit medalles més en el Campionat d'Europa, també cinc d'elles d'or.